# Korotkevicha plato
Korotkevicha plato är en platå i Antarktis. Den ligger i Östantarktis. Australien gör anspråk på området.